# Руда (Сташовський повіт)
Руда (пол. Ruda) — село в Польщі, у гміні Ритв'яни Сташовського повіту Свентокшиського воєводства.
Населення — 345 осіб (2011).
У 1975-1998 роках село належало до Тарнобжезького воєводства.

## Демографія
Демографічна структура на день 31 березня 2011 року:
|          | Загалом | Допрацездатний вік | Працездатний вік | Постпрацездатний вік |
| -------- | ------- | ------------------ | ---------------- | -------------------- |
| Чоловіки | 170     | 34                 | 116              | 20                   |
| Жінки    | 175     | 40                 | 88               | 47                   |
| Разом    | 345     | 74                 | 204              | 67                   |